# 平當
平當（？—前4年），字子思，西漢晚期大臣，原籍梁國下邑（今安徽省碭山縣）人，其祖父因為家產超過百萬，被從下邑遷徒至平陵。平當以明經為博士，遷升給事中，曾上奏建議暫時開放勃海郡鹽池供百姓煮鹽，來救撫幽州地區的流民，後因反對汉成帝封淳于長為列侯，遭貶官為鉅鹿郡太守。漢哀帝年間，平當接替朱博擔任丞相，封關內侯，不久即因病去世。

## 生平

### 明習經術
平當年輕時做過大行治禮丞，依照任職的功績資歷遞補大鴻臚文學，舉孝廉為顺阳县县长、栒邑縣县令，又因通曉經學，被徵召做博士，公卿大臣們因平當闡述意見通達明瞭，擢升他為給事中。每當國家災異，平當便會比附經書，分析政治得失。儘管文雅比不上萧望之和匡衡，但主旨大體相同。

### 復立寢園
汉元帝時，韋玄成擔任丞相，奏請廢除太上皇的陵園、寢廟，平當上書說：
|  | 臣聽孔子說過：「若有人受天命而稱王，一定要經過三十年才能實現仁政。」三十年之間，可以使道德和諧融洽，創建、復興禮樂制度，讓災害不發生，禍亂不出現。如今我聖明的汉朝承天命而治理天下，子孫相繼傳承先代基業已有二百多年，勤勉努力不敢懈怠，政令已經清明。然而，風俗尚未和順，陰陽仍未調和，災害屢屢發生，或許是因為治國的根本還沒有確立吧？要不然為什麼道德感化的吉祥徵兆這麼長時間還沒有應驗呢！禍與福不是憑空出現的，一定是隨著某種原因而來。應當深入探求其中的規律，努力遵循根本原則。 從前唐堯南面稱帝，首先「彰顯品德高尚的人，使九族和睦相處」，然後再使道德教化普及到天下百姓。《孝經》上說：「天地間的生命，人是最寶貴的，人的所作所為，沒有比孝更重要的了，孝行中沒有比尊敬父親更重要的了，尊敬父親，莫過於祭祀上天時讓父親配享更重要的了，周公就是這樣做的人。」孝子善於遵循前人的志向，周公完成了周文王、周武王的事業之後，便創建禮樂制度，實行尊敬父親而在祭天時讓先父配享的做法。周公知道周文王不願讓兒子位居父親之上，所以按順序往上推，追朔到始祖后稷，讓后稷在祭天時配享。這說明在聖人的品德中，孝是最重要的。漢高祖以神聖的品德，受命於天，擁有天下，尊稱父親為太上皇，就像周文王、周武王追尊他們的先人太王、王季一樣。太上皇是漢朝的始祖，子孫後代應當尊敬恭奉他，以推廣高尚的品德，這是孝的最高境界。《尚書》說：「正確地考察古道，建立功業，可以使國運長久，永遠傳遞下去」。 |

漢元帝時採納了平當的建議，下令恢復太上皇的寢廟和陵園。

### 罷修昌陵
不久，平當奉命出使幽州巡視流民，向皇帝彙報以恩德招撫流民的刺史和二千石的官員，並建議勃海郡的鹽池可暫時向百姓開放，允許私煮鹽來解救百姓的燃眉之急。平當所巡視的地方百姓無不稱讚，是奉命到各地巡視的十一名使者中政績最佳者，升遷為丞相司直，後因犯法獲罪，降職為朔方郡刺史，又被徵召入京，擔任太中大夫給事中，歷任長信少府、大鴻臚、光祿勳等職。
此前，太后王政君姐姐的兒子卫尉淳于長進言說昌陵難以建成，汉成帝將他的建議交給有關官員討論，其中平當以為昌陵已經營建多年，可以建成。漢成帝在廢止昌陵的修建後，認為淳于長首先說出停建的忠直之言，而下詔給公卿們商議給淳于長封爵，平當提出淳于長儘管有好的建議，但並不符合封爵的規定。平當於是因上次的議論不正而被漢成帝怪罪，遭貶職為鉅鹿郡太守，淳于長最終仍是被封侯。此後平當因精通《禹貢》，奉派巡視黄河河道，被任命為騎都尉，管理黃河大堤。

### 婉拒封爵
汉哀帝即位後，徵召平當為光祿大夫加諸吏、散騎，再次擔任光祿勳，又升任御史大夫，直至丞相，在那年冬天，賜爵為關內侯。第二年春天，漢帝派使者召見平當，準備封他為列侯。當時平當由於病情嚴重，沒有接受召見。家中有人對他說：「您難道不能勉強起身接受封侯，好為子孫打算嗎？」平當回說：「我身居高位，已經背負尸位素餐的債了，如今強撐起來接受列侯的符印，回來臥床而死，至死也無法抵其罪。我現在不起身應召，正是為了子孫著想啊！」於是上書請求告老還鄉。
漢哀帝批示說：「朕從眾臣忠選拔您做丞相，您上任沒幾天，輔助朕處理政務時間不長，現在陰陽不調和，冬天不降雪，旱氣造成災害，這都是由於朕德行淺薄，怎能是您的過錯呢？您又何必考慮那麼多，還上書請求退職、歸還關內侯的爵位和封邑呢？現在朕派遣尚书令鞫谭賞賜您一頭養牛，十石好酒。您應當盡力求醫服藥來保養自己。」又過了一個多月，平當去世。他的兒子平晏也因通曉經學，逐級升遷到大司徒，受封防鄉侯。自漢朝建立以來，只有韋賢和平當，都是父子兩代官至宰相。

## 家庭
- 子：平晏

## 延伸閱讀
[在维基数据编辑]
 《漢書/卷071》，出自班固《漢書》